# Rock or Bust
Rock or Bust é o décimo sexto álbum de estúdio da banda de hard rock australiana AC/DC, produzido por Brendan O'Brien lançado no dia 28 de novembro de 2014 na Austrália e em 2 de dezembro do mesmo ano no resto do mundo. É o álbum mais curto da banda, com pouco menos de 35 minutos, sendo dois minutos mais curto que o antigo detentor do recorde, Flick of the Switch (1983). É também o primeiro álbum do grupo sem o guitarrista e membro fundador Malcolm Young, que deixou a banda por motivos de saúde. - neste lançamento, ele foi substituído por Stevie Young, sobrinho dele e do outro guitarrista Angus Young.
O álbum é um sucesso mundial segundo a Billboard, o novo disco do AC/DC já vendeu mais de meio milhão de cópias desde seu lançamento, quando estreou no top 3 de parada geral de álbuns, há cerca de um ano. Além disso, foi o álbum de hard rock mais vendido de 2015.

## Contexto
Rock or Bust é primeiro lançamento inédito da banda desde Black Ice, de 2008.
Antes do álbum ter sido oficialmente anunciado, o vocalista Brian Johnson admitiu que foi difícil fazê-lo sem Malcolm. Ele sugeriu que o trabalho fosse chamado Man Down (algo como "Homem Caído"), mas considerou que o título parecia muito negativo.
O álbum conta com novas faixas com som característico da banda. As músicas não são lentas nem tão rápidas. Faixas como "Rock or Bust" lembra as notas da guitarra base da música "Nervous Shakedown"; as notas da música "Rock the Blues Away" soa como a "Anything Goes (AC/DC)" e usa acordes da "Live Wire". Mesmo após tantos anos, a banda continua fiel as suas raízes e seu som.

## Gravação
O álbum foi gravado no Warehouse Studio em Vancouver, no Canadá, com o produtor Brendan O'Brien e o mixador Mike Fraser. O álbum foi difícil de gravar graças às constantes faltas do baterista. O então baterista Rudd tinha dez dias de atraso para as sessões de gravação, O'Brien estava pronto para substituí-lo com outro baterista, mas Rudd chegou e gravou as músicas.

Segundo Angus Young, a gravação levou entorno de quatro semanas. Em uma entrevista a Ultimate Classic Rock o produtor do álbum, Brendan O’Brien, revelou algumas curiosidades:
“Não me recordo quanto tempo levamos pra gravar o ‘Black Ice’, mas acho que o tempo de gravação de ambos é muito semelhante. Me contaram que dessa vez foi mais rápido… finalizamos a gravação um pouco mais rápido, na verdade eu acho que gravamos menos músicas. Acho que durante o ‘Black Ice’ nós gravamos cerca de 15 ou 16 músicas… posso estar errado sobre isso. Mas eu acho que a gravação de ambos os álbuns correram muito bem. Esses caras trabalham duro; não há preguiça. Eles são pessoas muito dedicadas. Até mesmo quanto ao horário de estar no estúdio, eles chegavam em ponto todos os dias. Então acho que por isso a gravação foi rápida.”

## Singles
O primeiro single, "Play Ball", foi revelado em 27 de setembro de 2014 em um trailer da cobertura pós-temporada da Major League Baseball na Turner Sports e o single foi lançado em 7 de outubro, no mesmo dia que a lista de faixas e a capa do álbum foram reveladas. O single foi disponibilizado no iTunes para quem participou da pré-venda do álbum.

## Turnê
8 de Fevereiro de 2015, a banda fez uma apresentação ao vivo no prêmio musical Grammy, onde tocou "Rock or Bust" e o clássico "Highway To Hell", marcando o retorno épico da banda. Para esta turnê, Chris Slade retorna como baterista da banda, no lugar de Phil Rudd e Stevie Young substitui Malcolm Young.
A turnê tem sido um grande sucesso, vendendo ingressos em tempo recorde. Segundo o relatório anual divulgado pela Pollstars, com 53 shows a turnê Rock Or Bust foi a que mais vendeu ingressos em 2015.
O AC/DC segue em uma turnê mundial tocando clássicos e músicas do novo disco de estúdio Rock Or Bust. A Rock Or Bust Tour já alcançou milhões de fãs. Angus ainda impressiona com seus solos extremamente rápidos e sua energética apresentação mesmo aos 60 anos de idade. Em uma entrevista a The Red Bulletin o guitarrista revelou como está seu status físico.
The Red Bulletin: Você tem 60 anos agora, mas continua soando como quando tinha 20. Como consegue fazer isso?
Angus - …sabe de uma coisa? Você sempre soa como você se sente. Eu não me sinto em nada com 60 anos. Quando estou tocando guitarra, sempre tenho 18 anos, da mesma forma como nos apresentamos pela primeira vez. Sou uma criança aprisionada em um corpo de adulto.
No dia 16 de Abril de 2014, O AC/DC manda um recado para os fãs na página oficial do Facebook: "Após 40 anos dedicando sua vida ao AC / DC, guitarrista e membro fundador Malcolm Young se ausentará da banda devido a problemas de saúde. Malcolm agradece a todos os verdadeiros fãs do mundo inteiro pela paixão inesgotável e apoio. Diante disso, o AC / DC pede que a privacidade de Malcolm e sua família seja respeitada durante este tempo. A banda vai continuar a fazer música. Com a saída de Malcolm, Stevie Young, sobrinho de Malcolm e Angus entra na banda. 

## Faixas
| N.º            | Título                         | Duração |  |
| 1.             | "Rock or Bust"                 | 3:04    |  |
| 2.             | "Play Ball"                    | 2:47    |  |
| 3.             | "Rock the Blues Away"          | 3:24    |  |
| 4.             | "Miss Adventure"               | 2:57    |  |
| 5.             | "Dogs of War"                  | 3:35    |  |
| 6.             | "Got Some Rock & Roll Thunder" | 3:22    |  |
| 7.             | "Hard Times"                   | 2:44    |  |
| 8.             | "Baptism by Fire"              | 3:30    |  |
| 9.             | "Rock the House"               | 2:42    |  |
| 10.            | "Sweet Candy"                  | 3:09    |  |
| 11.            | "Emission Control"             | 3:41    |  |
| Duração total: | Duração total:                 | 34:54   |  |

## Créditos
- Brian Johnson – vocais
- Angus Young – guitarra solo
- Stevie Young – guitarra base, vocal de apoio
- Cliff Williams – baixo, vocal de apoio
- Phil Rudd – bateria, percussão